# Ptychomitrium aligrimmioides
Ptychomitrium aligrimmioides är en bladmossart som beskrevs av Brotherus 1918. Ptychomitrium aligrimmioides ingår i släktet atlantmossor, och familjen Ptychomitriaceae. Inga underarter finns listade i Catalogue of Life.